# In Between Days
«In Between Days» — пісня британського рок-гурту The Cure, перший сингл з альбому The Head on the Door.

## Список композицій
Британський 7" сингл
1. «In Between Days»
2. «The Exploding Boy»

Британський 12" максі-сингл
1. «In Between Days»
2. «The Exploding Boy»
3. «A Few Hours After This»

Американський 7" сингл
1. «In Between Days»
2. «Stop Dead»

## Учасники запису
- Роберт Сміт — вокал, гітара, 6-струнна бас-гітара, клавішні
- Порл Томпсон — гітара, клавішні
- Саймон Геллап — бас-гітара
- Борис Вільямс — ударні
- Лол Толхерст — клавішні

## Позиції в чартах
| Чарт (1985)                      | Найвища позиція |
| -------------------------------- | --------------- |
| Australian Singles Chart         | 16              |
| Belgian Singles Chart (Flanders) | 23              |
| Dutch Singles Chart              | 26              |
| Irish Singles Chart              | 17              |
| Italian Singles Chart            | 40              |
| New Zealand Singles Chart        | 15              |
| UK Singles Chart                 | 15              |
| Billboard Hot 100                | 99              |
| Billboard Hot Dance Club Songs   | 39              |